# Радиоансамбль
Радиоансамбль (англ. radio ensemble) – это инструментальный или вокальный музыкальный коллектив при общественном радиовещателе. Оркестр радио и хор радио являются основными видами радиоансамблей в составе общественных и государственных вещателей по всему миру.
Основными задачами радиоансамблей являются создание фондовых записей, звучащих в эфире общественных радиостанций, а также продвижение национальной культуры.

## Радиоансамбли в СССР и России
В структуру Всесоюзного радио входили следующие радиоансамбли:
- Большой симфонический оркестр Всесоюзного радио и Центрального телевидения (основан в 1930 году)[источник не указан 2062 дня]. В 1993 году был переименован в Большой симфонический оркестр имени П. И. Чайковского.
- Эстрадно-симфонический оркестр[источник не указан 2062 дня]
- Академический оркестр русских народных инструментов[источник не указан 2062 дня]
- Академический большой хор[источник не указан 2062 дня]
- Академический хор русской песни, ныне хор "Песни России"[источник не указан 2062 дня]
- Ансамбль советской песни (существует с 1974 года)[источник не указан 2062 дня]
- Оркестр «Голубой экран»[источник не указан 2062 дня]
- Ансамбль электромузыкальных инструментов (существует с 1956 года)[источник не указан 2062 дня]
- Вокальная студия солистов[источник не указан 2062 дня]
- Большой детский хор Всесоюзного радио и Центрального телевидения (существует с 1970 года)[источник не указан 2062 дня]. Ныне носит название Большой Детский Хор имени В. С. Попова и входит в структуру агентства "Россия сегодня"[источник не указан 2062 дня].

## Радиоансамбли в организациях-членахЕвропейского вещательного союза
В структуру вещателей-членов Европейского вещательного союза – крупнейшего объединения национальных вещательных организаций в мире – непосредственно входят ряд радиооркестров, радиохоров и других радиоансамблей. Работа подобных творческих коллективов может показаться отдаленной от основной деятельности вещателя, однако, они дают возможность общественным вещателям выполнять свою миссию, делая особый вклад для общества. Их особый вклад в поддержку работы вещателя – это расширение аудитории, привлечение молодых музыкантов, создание уникальных фондовых записей, а также продвижение национальной культуры за рубежом.
Европейский вещательный союз регулярно проводит конференции радиоансамблей Radio Ensemble Seminar.

## Зарубежные радиоансамбли
Австрия
- Симфонический оркестр Венского радио

Бельгия
- Симфонический оркестр Бельгийского радио
- Симфонический оркестр Радио и телевидения французского сообщества Бельгии

Болгария
- Детский радиохор БНР[6]

Великобритания
- Симфонический оркестр BBC
- Симфонический хор BBC
- BBC Singers
- Биг-бенд BBC
- Шотландский симфонический оркестр BBC
- Концертный оркестр BBC
- Филармонический оркестр BBC
- Уэльский национальный оркестр BBC

Италия
- Национальный симфонический оркестр Итальянского радио

Латвия
- Хор Латвийского радио

Нидерланды
- Филармонический оркестр Нидерландского радио

Германия
- Симфонический оркестр Баварского радио
- Хор Баварского радио
- Симфонический оркестр Берлинского радио
- Симфонический оркестр Северогерманского радио
- Немецкий филармонический оркестр радио Саарбрюккена Кайзерслаутерн
- Симфонический оркестр Кельнского радио
- Симфонический оркестр Лейпцигского радио
- Симфонический оркестр Мюнхенского радио
- Филармонический оркестр Северогерманского радио
- Симфонический оркестр Юго-Западного радио Германии
- Вокальный ансамбль Юго-Западного радио Германии
- Симфонический оркестр Штутгардского радио

Польша
- Национальный симфонический оркестр Польского радио

Венгрия
- Симфонический оркестр Венгерского радио

Румыния
- Национальный оркестр Радио Румынии

Украина
- Симфонический оркестр Украинского радио
- Хоровая капелла Украинского радио
- Оркестр народной и популярной музыки Украинского радио
- Большой детский хор Украинского радио
- Трио бандуристок Украинского радио

Финляндия
- Симфонический оркестр Финского радио

Франция
- Национальный оркестр Французского радиовещания

Чехия
- Симфонический оркестр Чешского радио

Швеция
- Симфонический оркестр Шведского радио
- Хор Шведского радио

Япония
- Симфонический оркестр NHK

1. ↑  Музей телевидения и радио в интернете - Из Государственного архива Российской Федерации. www.tvmuseum.ru. Дата обращения: 25 ноября 2019. Архивировано 9 ноября 2005 года.
2. 1 2 3  European Broadcasting Union (EBU). Importance of radio ensembles highlighted at seminar in Athens (англ.). www.ebu.ch (27 марта 2018). Дата обращения: 23 ноября 2019. Архивировано 18 мая 2019 года.
3. ↑  Midgette, Anne (29 октября 2006). German Radio Orchestras - Report. The New York Times. Архивировано 7 августа 2020. Дата обращения: 23 ноября 2019.
4. ↑  Joseph E. Potts. European Radio Orchestras: Western Germany // The Musical Times. — 1955. — Т. 96, вып. 1351. — С. 473–475. — ISSN 0027-4666. — doi:10.2307/938221. — JSTOR 938221. Архивировано 10 июля 2021 года.
5. ↑  European Broadcasting Union (EBU). Radio Ensemble Seminar (англ.). www.ebu.ch (22 марта 2018). Дата обращения: 23 ноября 2019. Архивировано 17 мая 2019 года.
6. ↑  Детский радиохор отмечает свой 57-й день рождения (болг.). bnr.radio. Дата обращения: 23 ноября 2019.